# 칼 젱킨슨
칼 대니얼 젱킨슨(영어: Carl Daniel Jenkinson, 1992년 2월 8일 ~ )은 잉글랜드의 축구 선수로, 영국과 핀란드 이중 국적을 가지고 있다. 찰튼 애슬레틱에서 데뷔해서 2011년부터 2019년까지 아스널에서 뛰었다. 현재는 뉴캐슬 제츠에서 뛰고 있다. 그의 아버지는 영국 사람이고, 어머니는 핀란드 사람이다.
17세 이하 대표팀에서는 잉글랜드 선수로 뛰었으나, 19세 이하와 21세 이하 대표팀에서는 핀란드 소속으로 뛰었다. 그러나 성인 대표팀에서는 다시 잉글랜드 소속으로 뛰었다.

## 클럽 경력

### 찰튼 애슬레틱
찰튼에 어릴때 입단해 하위리그팀에 임대되었었다. 첫 출장은 2010년 12월 브렌트포드 FC 전에서 오른쪽 수비수로 풀타임으로 기록했다.

### 아스날
2011년 6월 11일 어려서부터 팬이였던 아스날에 약 100만 파운드의 이적료로 이적했다. 8월 16일 챔피언스 리그 최종예선 우디네세를 상대로 한 경기에서 후반 부상당한 요한 주루를 대신해 투입됐다. 리그 데뷔전은 8월 20일 리버풀전에서 오른쪽 수비수로 출전했다. 우디네세와의 최종예선 2차전과 맨체스터 유나이티드 올드 트래퍼드 원정경기 모두 출전하였다. 그러나 올드 트래퍼드 경기에서는 치차리토에 대한 반칙으로 인해 경고누적으로 퇴장당하고 팀은 8:2로 대패했다. 계속 주전이던 바카리 사냐가 부상으로 빠져있어 출전한 웨스트브롬전에서 인상적인 활약을 보인다. 그러나 피로골절 부상으로 3개월 동안 팀을 이탈한다. 노리치 시티와의 리저브 팀 경기에 45분 간 출장하며 복귀전을 치른다. 토트넘 핫스퍼를 상대로 한 북런던 더비에서도 교체명단에 이름을 올리며 지난 해와 달라진 그의 위상을 보여준다. 주전 라이트백 바카리 사냐가 빠져있는 동안 5경기를 소화했는데 맨체스터 시티전에서 좋은 모습을 보여주며 갈채를 받는다. 12월 19일 팀 동료인 앨릭스 옥슬레이드체임벌린, 키런 기브스, 에런 램지, 잭 윌셔와 함께 아스날과 장기계약을 맺었다.

### 웨스트햄 유나이티드
2014년 8월 1일 웨스트햄 유나이티드에 한 시즌 임대되었다

## 국가대표 경력
영국인 아버지와 핀란드인 어머니를 두었기 때문에 청소년 대표팀에서는 잉글랜드 팀과 핀란드 팀을 번갈아가며 뛰었다. 18세 이하 청소년 대표팀에서는 핀란드 팀에서 뛰었다. 2010 발렌틴 대회에서는 주장을 맡았었던 우크라이나에게 1:0으로 패배한 경기를 포함하여 3경기 출장했다. 21세 이하 핀란드 대표팀에서도 뛰어 유럽 21세 이하 청소년 선수권 대회에서 몰타와 0:0으로 비긴 경기에서도 뛰었다. 2012년 10월 15일 로이 호지슨은 젱킨슨이 폴란드를 상대로 한 월드컵 예선을 앞두고 잉글랜드 대표팀에서 카일 워커를 대신해 함께 훈련했음을 밝힌다. 로이 호지슨은 또한 젱킨슨이 핀란드(재미있게도 핀란드 역시 로이 호지슨이 감독한 바 있다.)보다 잉글랜드 국가 대표팀을 선택하길 바란다고 말한다. 젱킨슨은 결국 잉글랜드 대표팀을 선택했고 2012년 11월 14일 스웨덴과의 친선경기에서 후반전 교체선수로 A매치 데뷔전을 치른다.